# Adam Hołownia
Adam Hołownia – polski naukowiec, farmakolog, profesor nauk farmaceutycznych.

## Życiorys
W 1983 ukończył analitykę medyczną na Akademii Medycznej w Białymstoku. Po studiach rozpoczął pracę na stanowisku asystenta w Zakładzie Chemii Nieorganicznej i Analitycznej. W 1990 pod kierunkiem prof. Ryszarda Farbiszewskiego obronił pracę doktorską "Wpływ etanolu i jego metabolitu aldehydu octowego na aktywność niektórych enzymów metabolizujących amoniak w wątrobie i mózgu (Badania doświadczalne)" uzyskując stopień naukowy doktora nauk medycznych.  W 1993 wyjechał na staż naukowy do Centrum Neurochemii CNRS w Strasburgu. Po stażu rozpoczął pracę w Zakładzie Biochemii i Biologii Molekularnej  Uniwersytetu Bretanii Zachodniej w Breście na stanowisku asystenta. W 1996, po powrocie do Polski, rozpoczął pracę jako adiunkt w Zakładzie Farmakologii Klinicznej AMB. W latach 1997–1998 pracował w Zakładzie Farmakologii Mount Sinai w Nowym Jorku. W 2003 na podstawie osiągnięć naukowych i złożonej rozprawy otrzymał na Akademii Medycznej im. Feliksa Skubiszewskiego w Lublinie stopień naukowy doktora habilitowanego nauk farmaceutycznych. W 2013 uzyskał tytuł profesora nauk farmaceutycznych.
Pracował także jako nauczyciel akademicki w Zakładzie Chemii Leków na Wydziale Farmaceutycznym UMB. Obecnie jest kierownikiem Zakładu Farmakologii UMB. Jest również sekretarzem oddziału białostockiego Polskiego Towarzystwa Farmakologicznego